# Hélder
Hélder Marino Rodrigues Cristóvão (Luanda, 21 maart 1971), beter bekend als Hélder, is een Portugees voetbalcoach en voormalig voetballer.

## Spelerscarrière

### Clubcarrière
Hélder werd geboren in Luanda, de hoofdstad van de toenmalige Portugese kolonie Angola. Hij begon zijn profcarrière bij GD Estoril-Praia, alvorens in 1992 de overstap te maken naar SL Benfica. Na viereenhalf seizoen versierde hij in december 1996 een transfer naar Deportivo La Coruña, dat dat seizoen derde zou eindigen in de Primera División. Tijdens het seizoen 1999/00, het seizoen waarin Deportivo zijn eerste landstitel veroverde, werd Hélder uitgeleend aan Newcastle United. De Portugees won met de club wel de Supercopa de España (2000) en de Copa del Rey (2001/02).
In de zomer van 2002 keerde Hélder terug naar Benfica. Hij speelde er twee seizoenen en won in 2004 zijn derde landstitel met de club. Daarna speelde hij nog voor Paris Saint-Germain en AE Larissa.

### Interlandcarrière
Hélder maakte op 12 februari 1992 zijn debuut voor het Portugees voetbalelftal tijdens een vriendschappelijke wedstrijd tegen Nederland. Hij nam met Portugal deel aan het EK 1996, waar hij de kwartfinale haalde en alle wedstrijden speelde aan de zijde van Fernando Couto. Voor het EK 2000 werd hij niet geselecteerd. Zijn laatste interland was een vriendschappelijke interland tegen Frankrijk op 25 april 2001. Hélder kwam 35 keer uit voor zijn land.

## Trainerscarrière
Hélder begon in de zomer van 2009 aan zijn trainerscarrière bij zijn ex-club GD Estoril-Praia. Op 28 september werd hij er echter al ontslagen na een slechte seizoensstart. Tijdens de tweede helft van het seizoen 2010/11 was hij assistent-trainer bij de Portugese eersteklasser Portimonense SC. Vervolgens was hij van 2013 tot 2018 trainer van het B-elftal van SL Benfica. In zijn eerste seizoen leidde hij de club meteen naar een vijfde plaats in de Segunda Liga. In het seizoen 2015/16 kon de club echter maar net de degradatie vermijden. Op 5 april 2018 liet Hélder weten dat hij op het einde van het seizoen zou opstappen bij Benfica.
In augustus 2018 ging Hélder aan de slag bij het Saoedische Al-Nassr, waar hij aan het hoofd van de jeugdopleiding kwam te staan. Tussen november 2018 en januari 2019 viel hij ook even in als hoofdtrainer. In april 2019 stapte hij over naar een andere Saoedische club, Al-Ettifaq. Hélder had twee wedstrijden de tijd om de club te behoeden voor de degradatie, een opdracht waar hij ondanks een 0 op 6 in slaagde.
Op 6 januari 2020 werd Hélder de nieuwe trainer van de Slowaakse eersteklasser DAC 1904 Dunajská Streda. Op 15 mei 2020 kwam er reeds een einde aan de samenwerking.